# مقطوع
المقطوع أو المقطوعة (جمعها مقاطع) هي أحد أشكال الشعر العربي.و المقاطع هي أبيات مختصرة وظريفة بشكل عام. من وجهة نظر الأستاذ (آدم طالب)، فإن هذا النوع من الشعر لم يحظَ بالتقدير الكافي من العلماء الغربيين، ويرجع ذلك جزئيًا إلى انخفاض احترام أشكال الشعر القصيرة للغاية في التقاليد الغربية، كما أن العرب أهملوه حديثًا، فكاد يندثر.:83

## الشكل
تتكون القصائد المقطوعة في الغالب من سطرين، ولكن في بعض الأحيان تكون قصيرة مثل سطر واحد أو متعددة مثل عشرة أسطر؛ وهي مؤلفة وفقًا للأوزان الكلاسيكية للعروض العربية وتتميز ببنية المقدمة والعرض والحل، :17–19غالبًا ما تتضمن اللعب على الكلمات بالجناس والطباق والتورية. :32–36 تشمل الموضوعات الشائعة في هذا النوع الأشخاص (مع ذكر أسمائهم في الشطر الأخير)، والتصوير (مما جعل مثل هذه القصائد جزءًا من شعر الوصف)، والألغاز والمخططات الزمنية. :21–32

### مثال
وقد ألف زين الدين بن الوردي المقطوعات التالية في البحر المجتث، نقلها ابن حجة الحموي (ت 837هـ/1434م) في كتابه خزائن الأدب وغاية العرب، وترجمه آدم طالب إلى الإنجليزية: :240–41

| إِنْ قُلْتُ قَدُّكِ غُصْنٌ * قالَتْ لِيَ ٱلغُصْنُ ساجِدْ أّوْ قُلْتُ ريقُكِ ثَلْجٌ * قالت تَشَبُّهُ بارِدْ | - |

## تطور الفن والاصطلاح
يتمتع الأدب العربي بتقليد غني من القصائد الموجزة المكونة من سطرين؛ وقد أُلّفَت هذه القصائد لقرون دون أن يُنظر إليها على أنها مقطوعة، ويبدو أن مصطلح مقطوع، قبل أن يصبح اسمًا لشكل شعري، كان يعني "الأقدام الموزونة في سطر من الشعر". :13 n. 1على سبيل المثال، أنتج أبو طالب عبد السلام بن الحسن المأموني (ت. 993 م) العديد من القصائد الوصفية والمختصرة، وكان علي بن محمد بن الرضا بن محمد الحسيني الموسوي الطوسي (ت. 655 هـ/1257 م) مؤلفًا غزير الإنتاج للقصائد المختصرة عن العبيد والإماء.  :13 fn. 2 :13 fn. 2في القرن الثالث عشر الميلادي، بدأ استخدام المصطلح بشكل منهجي للإشارة إلى الشكل الموجز. :37وشهد القرن الرابع عشر استخدامه بوصفه مصطلحًا نوعيًّا، وأصبح هذا الاستخدام راسخًا بحلول القرن الخامس عشر. :69

### ظهور مختاراتالمقطوع
وقد زعم (آدم طالب) أن تجميع القصائد التي أصبحت تُعرف باسم المقطوعات كان أمرًا بالغ الأهمية لظهور هذا الشكل كنوع أدبي مميز، حيث عملت التناغمات بين القصائد داخل المجموعة على جعل المختارات بأكملها أكبر من مجموع أجزائها.:71–156
وقد ظهر أبرز رواد جمع المقطوعات المؤلفة المنفردين في القرن الرابع عشر، ومنهم: جمال الدين بن نباتة (ت. 768 هـ/1366 م) وكتابه القطر النبطي؛ وبدر الدين بن حبيب الحلبي (ت. 779/1377 م) في كتاب الشذر؛ وصفي الدين الحلي (ت 750/1350)، في ديوان المثلث والمثاني في المعالي والمعاني؛ وصلاح الدين الصفدي (ت 764/1363)، في كتابي: الروض الباسم والعرف النسيم، والحسن الصريح في مائة مليح.:17
كما تبادل الشعراء المقطوعات، سواء في الإعجاب المتبادل (مثل الشهاب الحجازي وتقي الدين البدري) أو في السب والقذف (مثل النواجي وابن حجة)، مما أتاح تعاونًا فنيًا متطورًا عبر سلسلة من القصائد. :90وهكذا فإن التبادل الطويل للقصائد المقطوعية بين الصفدي وابن نباتة يستكشف الاستعارات باستخدام الحَمَام. :120–27
ومن بين علماء المختارات اللاحقين الذين قدموا دراسات حالة مهمة لهذا النوع هم محمد خليل المرادي (ت 1206/1791) بحسب (آدم طالب)، الذي انحرف عن سيرة عمه إبراهيم بن محمد المرادي (ت 1142/1730) في قاموس سيرته الذاتية حرير الدرر في. أعيان القرن الثاني عشر، لتقديم ما يسميه (طالب) "مختارات صغيرة" من قصائد مقطوعية عن ( ما حب العاص)، تنتهي جميعها تقريبًا بالسطر (هو أحلى مما حب العاص). تنظم المجموعة القصائد بشكل إبداعي لاستكشاف كيفية استجابة الشعراء لبعضهم البعض، والكشف عن الاستمرارية والتناقضات في الأسلوب والاستعارة. :96–115وفي الوقت نفسه، تتناول مجموعة صغيرة من 42 مقطوعة من ديوان روض الأدب لشهاب الدين الحجازي الخزرجي (ت 875/1471) العديد من موضوعات المجون الشائعة بما في ذلك الإذلال على يد مُنكّت، والحشرات المزعجة، والحيوانات العنيدة، وفوق كل ذلك الأمور الجنسية: العجز الجنسي، والخيانة الزوجية، وما نسميه الآن القذف. :156